# Erik Bosgraaf
Erik Bosgraaf (Drachten, 1980. május 9. –) holland furulyaművész és zenetudós, az Amszterdami Konzervatórium és a krakkói Zeneakadémia tanára.

## Pályája
Bosgraaf 2005-ben végzett az Amszterdami Konzervatóriumban Walter van Hauwe és Paul Leenhouts keze alatt, majd 2006-ban szerzett zenetudományi diplomát az Utrechti Egyetemen. Improvizál, dzsesszt játszik, elektronikával dolgozik, és más művészeti ágakban keres fellépési lehetőséget, például filmekben. Repertoárja a középkortól Antonio Vivaldi Négy évszakján át a holnap zenéjéig terjed. Mintegy száz művet írtak neki, köztük tizenkét versenyművet (Willem Jeths, Theo Loevendie, Anna Meredith stb.). Pierre Boulez személyesen adott neki engedélyt Dialogue de l'ombre double című klarinétdarabjának furulyaátdolgozására.
2005-ben Bosgraaf Izhar Eliasszal és Alessandro Pianu olasz csembalóművésszel megalakította a Cordevento együttest, hogy kezdetben egy projektben egyesítsék a kortárs és a régi zenét. A trió 2007 óta főként a 17. századi zenére összpontosít, amely repertoár gyakran a könnyű- és artzene kombinálásában mutatkozik meg. A Cordevento 2008-ban debütált barokk zenekarként, egyetlen formációban, amelyben elsősorban a 18. századi repertoárra fókuszál. Bosgraaf Thiemo Wind zenetudós felügyelete alatt kiadott egy CD-dobozt Jacob van Eyck (1589–1657) holland zeneszerző zenéjével. Ez jelentette nemzetközi befutását 2006-ban.
Azóta számos más CD-je is megjelent, főleg a Brilliant Classics kiadónál. Felvételeinek nagy részét a Cordeventóval készíti, amellyel Utrechttől Szentpétervárig és Moszkvától Hongkongig is fellépett.
Bosgraaf 2011-ben elnyerte a holland zenei díjat, a legmagasabb állami kitüntetést a zene területén. Ő az első blockflőtés, akit megtiszteltek vele. Többek között megkapta a Borletti-Buitoni Trust-díjat is (2009). A 2011/12-es évadban a Concertgebouw és a brüsszeli Szépművészeti Központ bemutatta az Európai Hangversenytermek Szervezetének (ECHO) megtisztelő felkérését, hogy tegyen nemzetközi turnét a Rising Stars égisze alatt. Kamarazenei tevékenysége mellett rendszeresen játszik szimfonikus és kamarazenekarral. Dolgozik többek között a Dallas Szimfonikus Zenekarral (Jaap van Zweden), a Holland Kamarazenekarral (Gordan Nikolic), a Residentie Orchestrával (Reinbert de Leeuw), a Holland Symfoniával (Otto Tausk), az Észak-Hollandia Zenekarral. (Johannes Leertouwer), a Radio Chamber Orchestrával (Thierry Fischer, Andreas Delfs) és a Sinfonia Rotterdam (Alessandro Crudele) zenekarral. Játszik még Yuri Honing szaxofonossal, a POW Ensemble elektro-mentes dzsesszegyüttessel (Luc Houtkamp mellett), Sean Berginnel, Dig d'Dizzel, Mary Oliverrel (brácsa) és Rozemarie Heggennel (nagybőgő). Három nagylemezt is rögzített az Echos Minor rockzenekarral.
2002 óta Bosgraaf együttműködik Izhar Elias gitárossal a színházi multimédiás projektek társkezdeményezőjeként. 2007-ben megjelent a Big Eye CD/DVD-jük (Phenom Records). Az elmúlt években Bosgraaf és Elias főlegPaul & Menno de Nooijer filmesekkel és Jorrit Tamminga hangművészekkel dolgozott együtt. Az oer.www (2008) az Open University megbízásából, és a Festival Boulevard/ November Music megbízásából létrehozták a Jane in Concertet (2010).

### Ernst Reijseger filmzenéjében
- Werner Herzog: Salt and Fire (bemutató Sanghajban, 2016): https://www.imdb.com/title/tt4441150/
- Alex és Andrew Smith: Walking Out (2017): https://www.imdb.com/title/tt5420886/
- Werner Herzog: Nomád: Bruce Chatwin nyomában (bemutató New Yorkban, 2019): https://www.imdb.com/title/tt10011296/
- Werner Herzog: Family Romance, LLC (bemutató Cannes-ban, 2019): https://www.imdb.com/title/tt10208194/

## Díjai
2009-ben elnyerte a London Borletti-Buitoni Trust díjat. 2009-ben Izhar Eliasszal együtt megkapta a Grachtenfestivalprijs díjat, 2011-ben pedig a legmagasabb állami zenei kitüntetést, a Dutch Music Prize-t. Elnyerte az Aranyhegedűt és az észak-holland zenei tehetségekért díjat is.

## Diszkográfia
- Loevendie en Bosgraaf: Nachklang–Reflex–Tánc – Improvizációk (Brilliant Classics 95906), 2018
- Telemann: Triószonáták lemezre, hegedűre és basso Continuóra (Berlin Classics 0301006BC), 2017
- Ernst Reijseger: Walking Out, filmzene Andrew & Alex Smith filmjéhez (Winter & Winter), 2017
- Telemann: Kettős koncertek felvevővel, Cordevento (Brilliant Classics 95249), 2016
- Telemann: Komplett szvitek és hangversenyek hanglemezre, Cordevento (Brilliant Classics 95248), 2016
- Ernst Reijseger: Salt & Fire, filmzene Werner Herzog filmjéhez (Winter & Winter, 2016)
- Willem Jeths: Recorder Concerto (Challenge Records CC 72693), 2015
- Telemann: The Recorder Sonatas (Brilliant Classics 95247), 2015
- Pierre Boulez, Tamminga/Bosgraaf: Dialogues, Dialogues de l'ombre double (Brilliant Classics 94842), 2015
- Vivaldi: A négy évszak, Cordevento (Brilliant Classics 94637), 2013, újrakiadás 2015-ös nagylemezen
- Hotel Terminus, Yuri Honing szaxofonossal (Brilliant Classics 9418), 2013
- La Monarcha, 17. századi zene a spanyol nyelvterületekről, Cordevento (Brilliant Classics, 94252), 2012
- Bach: Concerti, Cordevento (Brilliant Classics 94296), 2011
- Vivaldi: Hanglemezkoncertek, Cordevento (Brilliant Classics 93804), 2009
- Händel: The Recorder Sonatas (Brilliant Classics 93792), 2008
- Telemann: Tizenkét fantázia, Bach: Partita (Brilliant Classics 93757), 2008
- Van Eyck: Der Fluyten Lust-hof (3 CD-szett, Brilliant Classics 93391), 2007
- Big Eye, filmek és zene (CD és DVD, Phenom Records PH0713), 2007
- Unico Wilhelm van Wassenaer és a felvevő Németalföldön (Brilliant Classics 95907), 2019

## Fordítás
- Ez a szócikk részben vagy egészben  az   Erik Bosgraaf című holland Wikipédia-szócikk fordításán alapul.  Az eredeti cikk szerkesztőit annak laptörténete sorolja fel. Ez a jelzés csupán a megfogalmazás eredetét és a szerzői jogokat jelzi, nem szolgál a cikkben szereplő információk forrásmegjelöléseként.